# Комово (Московская область)
Комово — деревня в Зарайском районе Московской области, в составе муниципального образования сельское поселение Струпненское (до 29 ноября 2006 года входила в состав Журавенского сельского округа), деревня связана автобусным сообщением с райцентром и соседними населёнными пунктами.

## Население
| 2002 | 2006 | 2010 |
| ---- | ---- | ---- |
| 13   | ↘11  | ↘9   |

## География
Комово расположено в 15 км на юго-запад от Зарайска, на реке Истоминка, левом притоке реки Березинки, высота центра деревни над уровнем моря — 184 м.

## История
Комово впервые упоминается в Писцовых книгах XVI века, в XVII веке становится пустошью, вновь, как жилое, упоминается в 1763 году. До 27 апреля 1923 входила в состав Каширского уезда Тульской губернии. В 1930 году был образован колхоз им. Красной Армии, с 1950 года — в составе колхоза «Победа», с 1961 года — в составе совхоза «Красная Звезда».